# سیارک ۲۶۶۴۰
سیارک ۲۶۶۴۰ (به انگلیسی: 26640 Bahyl، نامگذاری:2000JV10) بیست و شش هزار و ششصد و چهلمین سیارک کشف شده‌است که در ۹ مه ۲۰۰۰ کشف شد.
قدر مطلق سیارک برابر ۱۴.۸ است.